# Greckokatolicka eparchia stanisławowska
Greckokatolicka eparchia stanisławowska – eparchia Kościoła unickiego, powstała w 1885.

## Historia
Starania o powołanie greckokatolickiej diecezji stanisławowskiej czynił już w 1805 biskup Anton Anhełłowycz. Jednak o powołaniu nowej diecezji zdecydowano dopiero pod koniec 1848, gdy prośby o jej erygowanie ponowili metropolita Michał Lewicki i biskup przemyski Grzegorz Jachimowicz. Rozporządzenie cesarskie zostało podpisane przez Franciszka Józefa I dnia 8 maja 1850. Decyzja ta została zatwierdzona przez papieża Leona XIII w bulii wydanej 26 września 1885. Organizatorem i pierwszym biskupem diecezji został ks. Julian Pełesz.
W 1945 eparchia została zlikwidowana przez władze komunistyczne. Odtworzył ją jako eparchię iwano-frankiwską, podlegającą greckokatolickiej metropolii kijowskiej, papież Jan Paweł II.

## Organizacja
- Świątynią katedralną jest sobór katedralny Zmartwychwstania Chrystusa w Iwano-Frankiwsku.

## Literatura
- Maciej Mróz. Katolicyzm na pograniczu. Kościół katolicki wobec kwestii ukraińskiej i białoruskiej w Polsce w latach 1918-1925, Toruń 2003, ISBN 83-7322-464-5
- Dmytro Błażejowśkyj. Historical sematism of the Eparchy of Peremysl including the Apostolic Administration of Lemkivscyna (1828-1939), Lwów 1995